# Leuhan
Leuhan (bret. Leuc'han) – miejscowość i gmina we Francji, w regionie Bretania, w departamencie Finistère.
Według danych na rok 1990 gminę zamieszkiwały 794 osoby, a gęstość zaludnienia wynosiła 24 osoby/km² (wśród 1269 gmin Bretanii Leuhan plasuje się na 669. miejscu pod względem liczby ludności, natomiast pod względem powierzchni na miejscu 226.).